# Kyoko Yano
Kyoko Yano (født 3. juni 1984) er en tidligere japansk fodboldspiller. Hun har tidligere spillet for Japans kvindefodboldlandshold.

## Japans fodboldlandshold
| Japans landshold | Japans landshold | Japans landshold |
| År               | Kmp              | Mål              |
| ---------------- | ---------------- | ---------------- |
| 2003             | 9                | 1                |
| 2004             | 5                | 0                |
| 2005             | 5                | 0                |
| 2006             | 16               | 0                |
| 2007             | 6                | 0                |
| 2008             | 10               | 0                |
| 2009             | 1                | 0                |
| 2010             | 13               | 0                |
| 2011             | 4                | 0                |
| 2012             | 5                | 0                |
| Total            | 74               | 1                |